# Ingolf Gorges

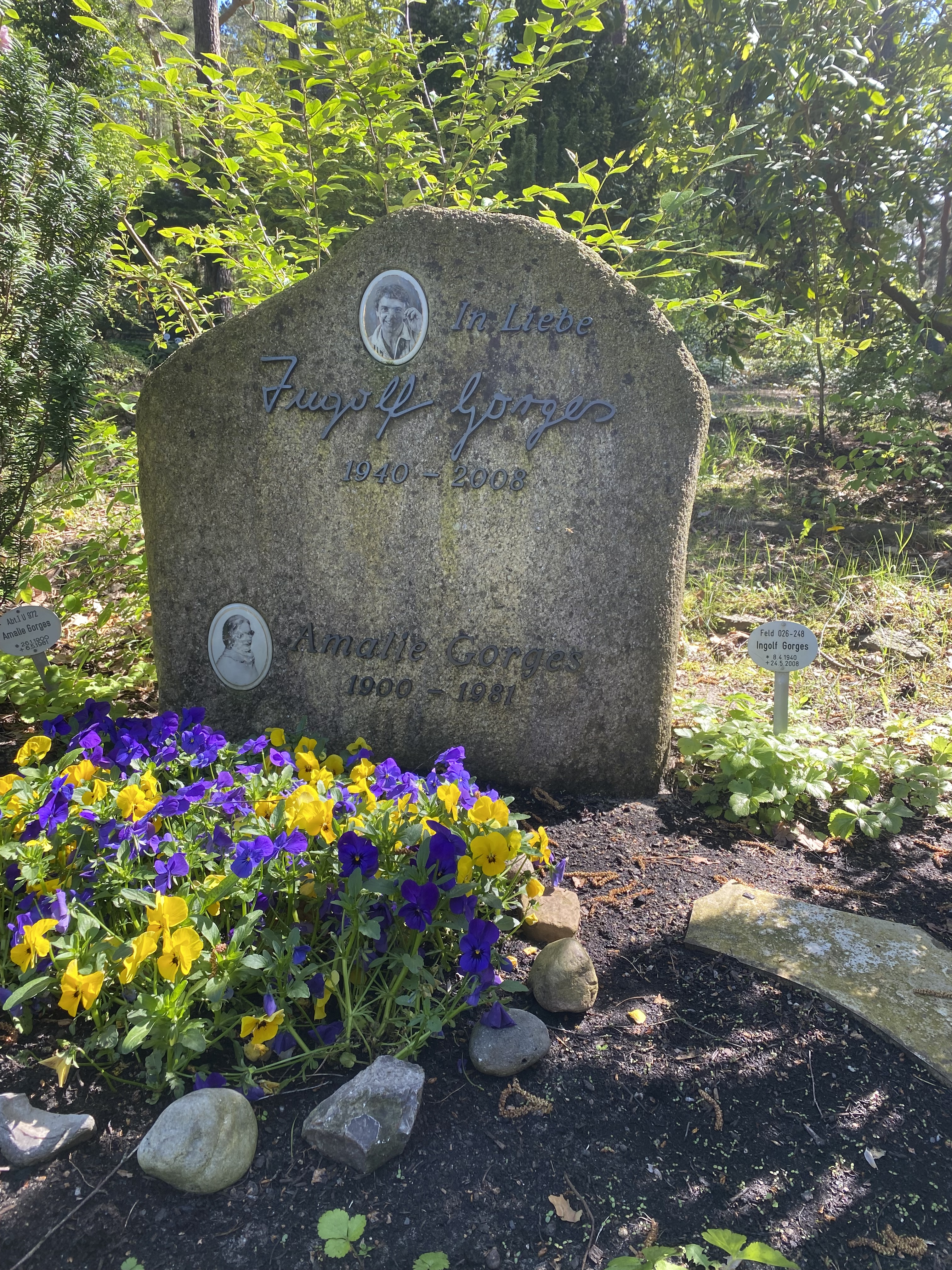
Grabstätte auf dem Waldfriedhof Zehlendorf

Ingolf „Ingo“ Gorges (* 8. April 1940 in Magdeburg; † 24. Mai 2008 in Berlin) war ein deutscher Schauspieler und Synchronsprecher. Besonders bekannt war er in der DDR, die er im Jahr 1977 nach Protest gegen die Ausbürgerung Wolf Biermanns verließ.

## Leben
Nachdem Gorges die Schule mit 14 Jahren verlassen hatte, wurde er zunächst Kupferbergmann im Mansfelder Land. Von 1958 bis 1961 absolvierte er eine Schauspielausbildung an der Hochschule für Film und Fernsehen Potsdam-Babelsberg. Er arbeitete am Theater der Freundschaft (heute Theater an der Parkaue), am Deutschen Theater, am Friedrichstadtpalast und war ab 1969 Mitglied des Schauspieler-Ensembles beim Fernsehen der DDR und spielte in zahlreichen Serien und Spielfilmen des DDR-Fernsehens sowie der DEFA mit.
Nach seiner Übersiedlung nach West-Berlin arbeitete Gorges als Sprecher für den Rundfunksender RIAS. Er war an verschiedenen Theatern tätig, u. a. in Köln, Frankfurt am Main und bei den Stachelschweinen, der Komödie und beim Renaissance-Theater in West-Berlin. Gorges absolvierte etliche Tourneen, auch in die Schweiz und nach Österreich, z. B. mit Sappho unter Wolfgang Liebeneiner, Amadeus unter Gerhard Klingenberg und Gefährliche Liebschaften unter der Regie Manfred Wekwerths. Gorges gastierte u. a. bei den Karl-May-Festspielen. Zwischendurch wirkte er immer wieder an Film- und Fernsehproduktionen mit, auch als Synchronsprecher. Dabei lieh er seine Stimme u. a. Bernard Giraudeau (Bilitis), Denis Lawson (als Wedge Antilles in Star Wars) und David Lynch (Twin Peaks).
Am 24. Mai 2008 starb Gorges im Alter von 68 Jahren in Berlin. Er wurde auf dem Waldfriedhof Zehlendorf (Feld 026-248) beigesetzt.

## Sport
Gorges betrieb viele Jahre sein Hobby als Amateurboxer. Nach seiner Übersiedlung nach Westdeutschland begann er Tennis zu spielen und gewann im Seniorenalter mit verschiedenen Mannschaften mehrfach die Verbandsmeisterschaften des Tennisverbandes Berlin-Brandenburg. Er absolvierte 14 Marathonläufe, u. a. zwei in New York und spielte begeistert Fußball, zuletzt in der Ü60 des SC Lankwitz.

## Erwähnenswertes
Nach der Wiedervereinigung wurde aus den Stasiakten Gorges deutlich, dass er und seine Ehefrau Gabriele in der DDR umfassend überwacht wurden, insbesondere nachdem Gorges, etwa durch einen kritischen Brief an den Staatsrat, den DDR-Organen negativ aufgefallen war.
Über Ingolf Gorges schrieb Manfred Gebhardt in seinem Buch Die Nackte unterm Ladentisch, dass Gorges einer derjenigen DDR-Prominenten war, von dem die Frauen am ehesten ein Nacktbild veröffentlicht haben wollten. Manfred Gebhardt war von 1979 bis 1991 Chefredakteur von Das Magazin.

## Schriften
- Hühneraugen. Elf mehr oder minder heitere Begebenheiten aus der Feder eines Gauklers. Berlin 2004, Kopfjaeger-Verlag, ISBN 3-00-012473-X

## Filmografie (Auswahl)
- 1959: Verwirrung der Liebe
- 1960: Das Leben beginnt
- 1961: Das Rabauken-Kabarett
- 1962: Oh, diese Jugend
- 1963: Der Neue
- 1963: For Eyes Only
- 1964: Die Allerschönste
- 1964: Pension Boulanka
- 1965: Erlesenes
- 1966: Mord an Rathenau
- 1966: Irrlicht und Feuer (TV-Zweiteiler)
- 1966: Das Tal der sieben Monde
- 1967: Die gefrorenen Blitze
- 1968: Im Himmel ist doch Jahrmarkt
- 1968: Wege übers Land (TV-Mehrteiler)
- 1968: Die Toten bleiben jung
- 1969: Befreiung (Episode)
- 1969: Rendezvous mit unbekannt
- 1971: Der Sonne Glut
- 1971: Anflug Alpha 1
- 1971: Polizeiruf 110: Der Fall Lisa Murnau (TV-Reihe)
- 1972: Meine Schwester Tilli
- 1973: Wenn die Tauben steigen
- 1974: Hallo Taxi
- 1974: Der erste Urlaubstag
- 1975: Der Staatsanwalt hat das Wort: Explosion (Fernsehreihe)
- 1976: Die Regentrude
- 1976: Polizeiruf 110: Schwarze Ladung
- 1977: Ein Schneemann für Afrika
- 1977: Zur See (TV-Miniserie)
- 1978: Aufwind
- 1978: Ein Tag passiert Revue
- 1980: Hunderttausend Taler
- 1981: Die Grenze
- 1982: Schuld sind nur die Frauen
- 1982: Direktion City (Fernsehserie, 1 Folge)
- 1982: Beim Bund (Fernsehserie, 1 Folge)
- 1983: Die Matrosen von Kronstadt
- 1984: Ich heirate eine Familie (Fernsehserie, 1 Folge)
- 1984: Der blinde Richter
- 1985: Der sexte Sinn
- 1985: Die Schwarzwaldklinik (Fernsehserie, Folge 2: Hilfe für einen Mörder)
- 1985–1992: Ein Heim für Tiere (Fernsehserie, 2 Folgen, verschiedene Rollen)
- 1986: Detektivbüro Roth (Fernsehserie, 1 Folge)
- 1995: Peking Express
- 1995: Ein seltsamer Heiliger
- 1995: The Palmer Files: Der Rote Tod
- 1996: The Palmer Files: Herren der Apokalypse
- 1996: Midnight in St. Petersburg
- 1997: Röpers letzter Tag
- 1997: Ein Mord für Quandt (Fernsehserie, 1 Folge)

### Synchronrollen (Auswahl)

#### Filme
- 1969: Für Jaromír Hanzlík in Majestäten und Kavaliere als Kralevic Karel
- 1971: Für Jean-Pierre Léaud in Das Ehedomizil als Antoine Doinel
- 1977: Für Denis Lawson in Star Wars Episode IV - Eine neue Hoffnung als Wedge Antilles
- 1979: Für Anthony James in Zum Überleben verdammt als Anführer der „Ratten“
- 1980: Für Salvatore Borgese in Der Supercop als Paradise
- 1980: Für John Candy in Blues Brothers als Burton Mercer
- 1983: Für Denis Lawson in Star Wars: Episode VI - Die Rückkehr der Jedi-Ritter als Wedge Antilles
- 1987: Für Richard Chaves in Predator als Poncho
- 1989: Für L.Q. Jones in River of Death – Fluss des Grauens als Hiller
- 1993: Für Martin Mull in Mrs. Doubtfire – Das stachelige Kindermädchen als Justin Gregory
- 1996: Für Mark Baker in Liebeslotterie als Maxie
- 1998: Für Alex Norton in Les Miserables als General
- 2005: Für Fung Kwok in Election als Fischkopf

#### Serien
- 1991: Für Ben Welden in The Lone Ranger als Pedro Morales
- seit 1993: Für John Aniston in Zeit der Sehnsucht als Victor Kiriakis
- 2000: Für John Rubinstein in Practice – Die Anwälte als Richter Joseph Papp
- 2007: Für Kyle Colerider–Krugh in Numb3rs – Die Logik des Verbrechens als Ralph Jackson
- 2008: Für Gordon Clapp in Ghost Whisperer – Stimmen aus dem Jenseits als Alan Silver

## Theater
- 1960: Harald Hauser: Häschen Schnurks (Hase) – Regie: Kurt Rabe (Theater der Freundschaft)
- 1961: Hans-Albert Pederzani: Die Jagd nach dem Stiefel (Jack Büttner) – Regie: Hubert Hoelzke (Theater der Freundschaft)
- 1961: Jochen Koeppel: Peter und der Kaktus (Otto) – Regie: Rainer R. Lange (Theater der Freundschaft)
- 1962: Tatjana Sytina: Erste Begegnung (Mitja Kasakow) – Regie: Kurt Rabe (Theater der Freundschaft)
- 1962: Hanuš Burger/Stefan Heym: Tom Sawyers großes Abenteuer – Regie: Hanuš Burger (Theater der Freundschaft)
- 1963: Alecu Popovici: Dem Jungen in der zweiten Reihe (Laie, eine Grille) – Regie: Lucian Giurchescu (Theater der Freundschaft)
- 1965: Alfred Matusche: Der Regenwettermann (Judenjunge) – Regie: Wolf-Dieter Panse (Deutsches Theater Berlin – Lesetheater)

## Hörspiele
- 1967: Petko Todorow: Die Drachenhochzeit (Stoil) – Regie: Wolfgang Brunecker (Hörspiel – Rundfunk der DDR)
- 1970: Helga Pfaff: Die Schildbürger (Amal) – Regie: Horst Liepach (Kinderhörspiel – Rundfunk der DDR)
- 1970: Bodo Schulenburg: Der Nachtigallenstern (Soldat) – Regie: Christa Kowalski (Kinderhörspiel – Rundfunk der DDR)
- 1970: Horst Bastian: Deine Chance zu leben – Regie: Detlef Kurzweg (Hörspiel – Rundfunk der DDR)
- 1973: Gerhard Jäckel: Schlagzeug oder Stereo  (Keule) – Regie: Joachim Gürtner (Hörspielreihe: Neumann, zweimal klingeln – Rundfunk der DDR)
- 1973: Arne Leonhardt: Schach der Dame oder Wie ich zu einem Mann kommen sollte (Timo) – Regie: Werner Grunow (Hörspiel – Rundfunk der DDR)
- 1974: Hans Siebe: Die roten Schuhe (Noack) – Regie: Barbara Plensat (Kriminalhörspiel – Rundfunk der DDR)
- 1974: Wolfgang Müller: Die Spur des Helfried Pappelmann (Brallo) – Regie: Wolfgang Schonendorf (Hörspiel – Rundfunk der DDR)
- 1974: Herbert Fischer: Autofahrt (Dieter) – Regie: Fritz Göhler (Hörspiel – Rundfunk der DDR)
- 1974: Günter Spranger: Zur Fahndung ausgeschrieben: Sabine (Gert Mehnert) – Regie: Albrecht Surkau (Hörspielreihe: Tatbestand, Nr. 3 – Rundfunk der DDR)
- 1975: Jiří Kafka: Vom Wasser, das zu singen aufhörte (Tiger, Tigerjunges) – Regie: Albrecht Surkau (Kinderhörspiel – Litera)
- 1992: Clemens Brentano: Die Mährchen vom Rhein und dem Müller Radlauf (Müller Radlauf) – Regie: Peter Groeger (Kinderhörspiel – DS Kultur)
- 1994: Horst Bosetzky: Volles Risiko (Volker Vogelei) – Regie: Albrecht Surkau (Kriminalhörspiel – DLR)
- 1996: Karl Kirsch: Arthur – Regie: Albrecht Surkau (Kriminalhörspiel – DLR)

## Auszeichnungen
- 1974: Fernsehliebling, gewählt von den Lesern der Zeitschrift FF dabei